# Andreas Ramdohr

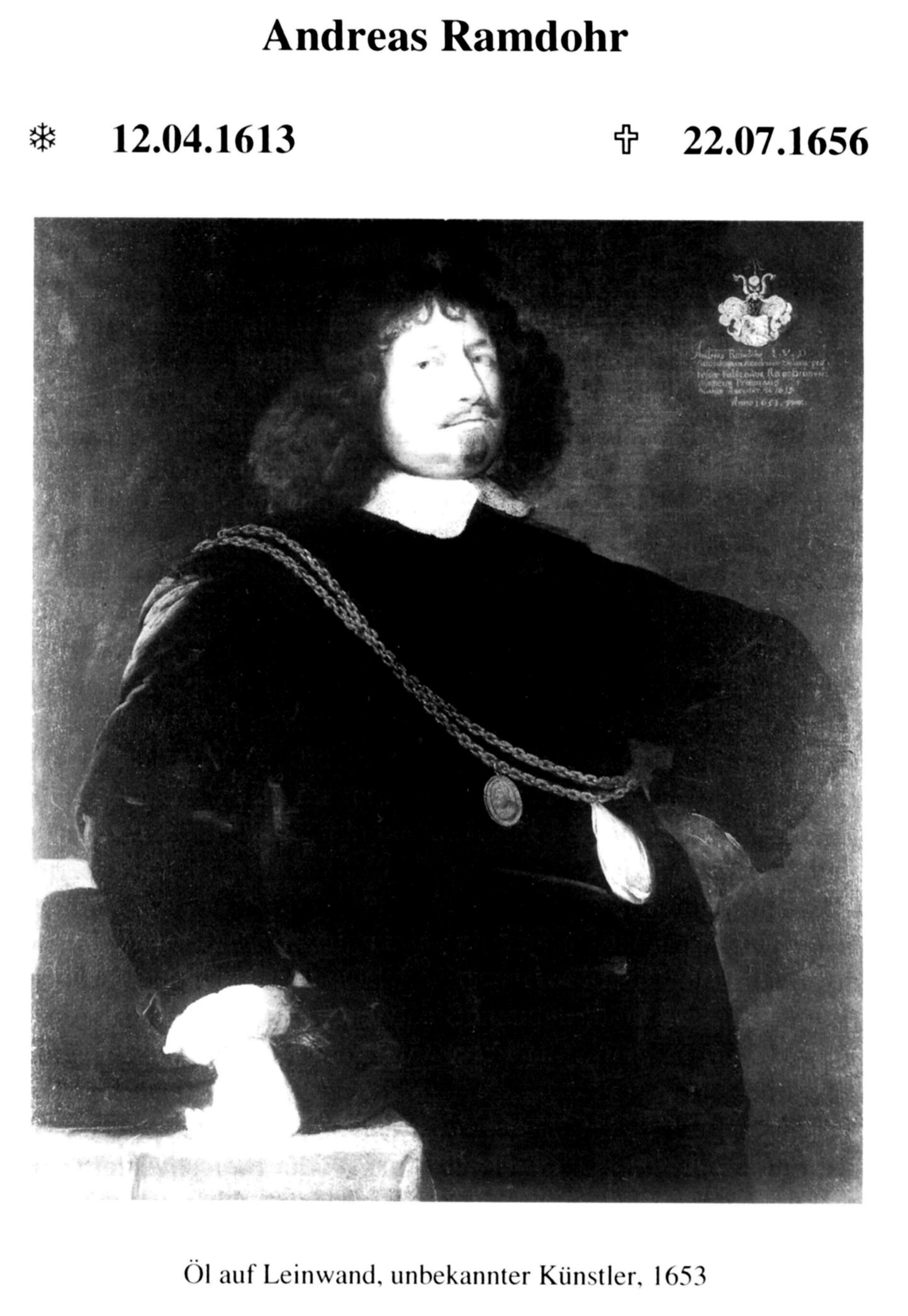
Porträt des Andreas Ramdohr, unbekannter Künstler 1653

Andreas Ramdohr (* 12. April 1613 in Aschersleben; † 22. Juli 1656 in Braunschweig) war deutscher Rechtsgelehrter und Gesandter des Herzogs August II. von Braunschweig.

## Leben
Ramdohr entstammte der mitteldeutschen Familie Ramdohr und war der erste Sohn (und das einzige von vier Geschwistern, das ein Lebensalter über 18 Jahre erreichte) aus der Ehe seines Vaters Joachim Ramdohr (* 1587 als Sohn des Bürgermeisters in Ermsleben; † 20. Juni 1667 als städtischer Würdenträger in Aschersleben; Porträt in der Galerie rechts neben der Orgel von St. Stephani zu Aschersleben) mit Armgart Ebert.
Ramdohr besuchte zuerst die 1325 gegründete Lateinschule in Aschersleben. Die letzten drei Schuljahre absolvierte er ab 1629 am seinerzeit sehr angesehenen Quedlinburger Gymnasium unter dem Rektorat von Johann Prätorius, wo er „[…] nicht allein die Logicam, Rhetoricam, Ethicam und Arthmeticam gehöret, sondern es auch in der Hebräischen, Griechischen und Lateinischen Sprache so weit gebracht hat, daß er mit großem Lob in denselben Sprachen unterschiedene orationes geschrieben und gehalten.“
Ab 1633 studierte er Philosophie, Ethik, Politik, Geographie und danach Rechtswissenschaft an der Universität Jena, wo er auch als Informator jugendlicher Schüler aus adeligen Häusern, wie Christian Günther und Albert Philipp von Schlotheim, wirkte. Ab 1638 durfte Ramdohr selbst Vorlesungen halten und erlangte 1641 die Doktorwürde beider Rechte mit der Dissertation De decimis. Vom 5. Januar 1642 an war er außerordentlicher Professor sowie Hofadvokat und vertrat die juristische Fakultät in Jena. Jedoch verließ er, nach einer Abschiedsvorlesung mit dem Titel Disput. de Syndicis die Universität Jena schon bald, da er am 2. Juli 1643 zum Syndikus und 1649 als Nachfolger des verstorbenen Johann Camman zum Protosyndikus der Stadt Braunschweig berufen wurde. Für den dortigen Herzog August den Jüngeren leitete Ramdohr in den nun folgenden Jahren über 22 Gesandtschaften an auswärtige Höfe und leistete diplomatische Dienste bei Verhandlungen mit Generälen, Königen und Fürsten zur Zeit des Dreißigjährigen Kriegs. So war er bei den Verhandlungen in Osnabrück zugegen, die 1648 zum Westfälischen Frieden führten, und Anfang 1649 verhandelte er in Leipzig mit dem schwedischen Heerführer Graf Königsmarck. Auch am Regensburger Reichstag 1653 nahm Ramdohr als Braunschweiger Gesandter teil. Innerhalb des Braunschweiger Territoriums selbst war er ebenfalls außerordentlich aktiv und erledigte laut überlieferten Urteilsbüchern in den 13 Jahren seiner Amtszeit ungefähr 1200 Rechtsfälle.

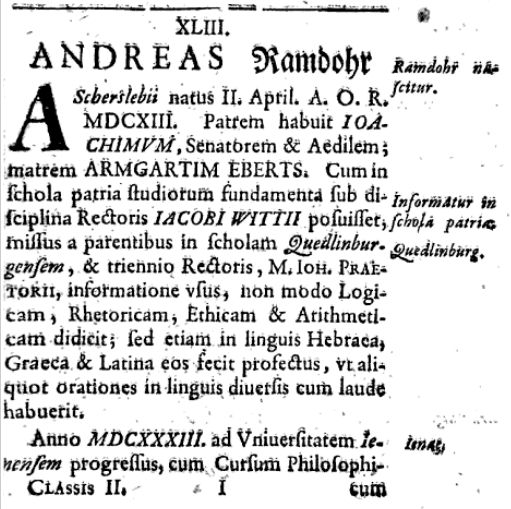
Vita von Andreas Ramdohr, in Zeumer 1731

Zudem verfasste er zahlreiche juristische Schriften, von denen einige 1751 im Gelehrtenlexikon von Christian Gottlieb Jöcher erwähnt wurden, wirkte eventuell auch als reisender Bücheragent für seinen Herzog am Aufbau der Herzog August Bibliothek Wolfenbüttel (Bibliotheca Augusta, seinerzeit größte Bibliothek Europas) mit und wurde schließlich für seine Verdienste in den Reichsadelstand erhoben. Ramdohr blieb bis zu seinem frühen Tode an einem Lungenleiden und Entkräftung (Catharris tandem frequentibus afflictus, viribus consumtis, vivere desièt) in der Stadt Braunschweig ansässig. In Braunschweig, Hamburg und Aschersleben verfassten renommierte Bürger 35 Trauergedichte anlässlich seines Todes, und an seiner früheren Universität in Jena würdigte die Professorenschaft sein Lebenswerk in Form eines Bands mit 17 Nachrufen, die heute als ergiebige Quelle für Ramdohrs Biographie dienen. Sein Epitaph mit heute noch entzifferbarer Inschrift D. ANDREAE RAMDOHR, ASCANIENSIS findet sich an der Außenmauer der Kirche St. Martini (Braunschweig).

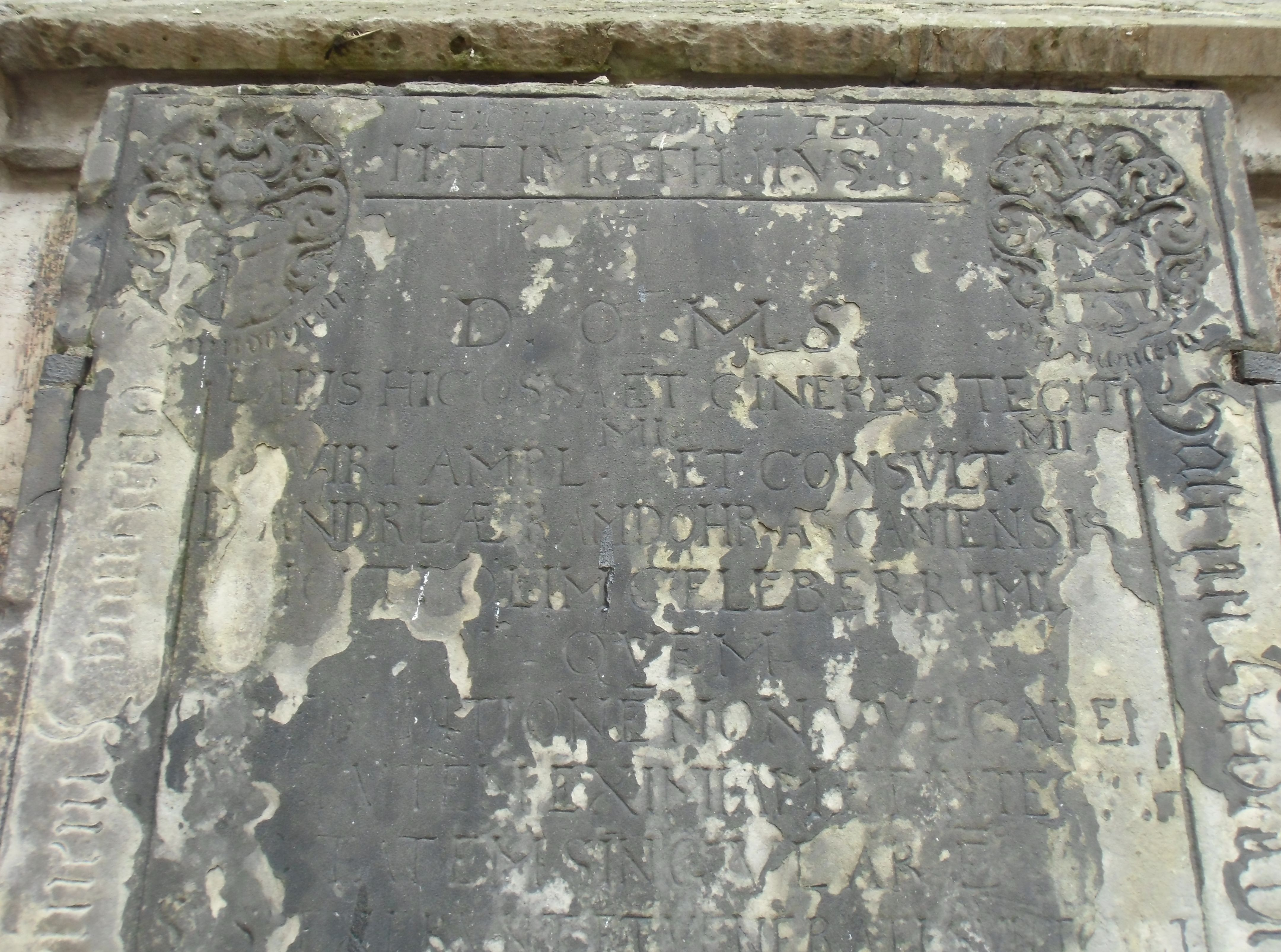
Epitaph für Andreas Ramdohr, St. Martini (Braunschweig). Links oben findet sich Ramdohrs Wappen.

## Nachkommen
1647 vermählte sich Andreas Ramdohr mit Dorothea Schulte (* 27. März 1629; † 12. August 1674), einer Schwester des Johann Schulte und Tochter des Hamburger Oberältesten im Kirchspiel Sankt Petri, Albert Schulte (1576–1652) und der Gertrud von der Fechte. Aus dieser Ehe entsprangen fünf Kinder, darunter Albrecht (auch: Albert) Andreas von Ramdohr. Die namentlich bekannten Nachkommen des Adelsgeschlechts „von Ramdohr“ im hannoverisch-braunschweigischen Raum, einst häufig Mitglieder des dortigen Staatspatriziats, gehen auf ihn zurück, unter anderem der durch den „Ramdohrstreit“ berühmt gewordene Jurist und Autor Basilius von Ramdohr.

## Heraldische Ableitung des Familienwappens
Auf einem 1653 gefertigten Porträt wird rechts oben das Wappen der Familie Ramdohr gezeigt; vgl. Deutsches Adelslexikon. Leipzig 1930, und W.-D. Ostermann, Halle 1999. Es zeigt unter einem gehörnten Turnierhelm, einen gespaltenen Schild, der einen steigenden gelben Löwen auf blauem Grund, links drei rote Schrägbalken auf weißem Grund trägt. Ein Lithographie findet sich auch in Hermann Grote (Hrsg.): Geschlechts- und Wappenbuch des Königreichs Hannover und des Herzogthums Braunschweig. 1843. Das Wappen ist bis heute in Gebrauch.